# ニック・ブレヴィンズ

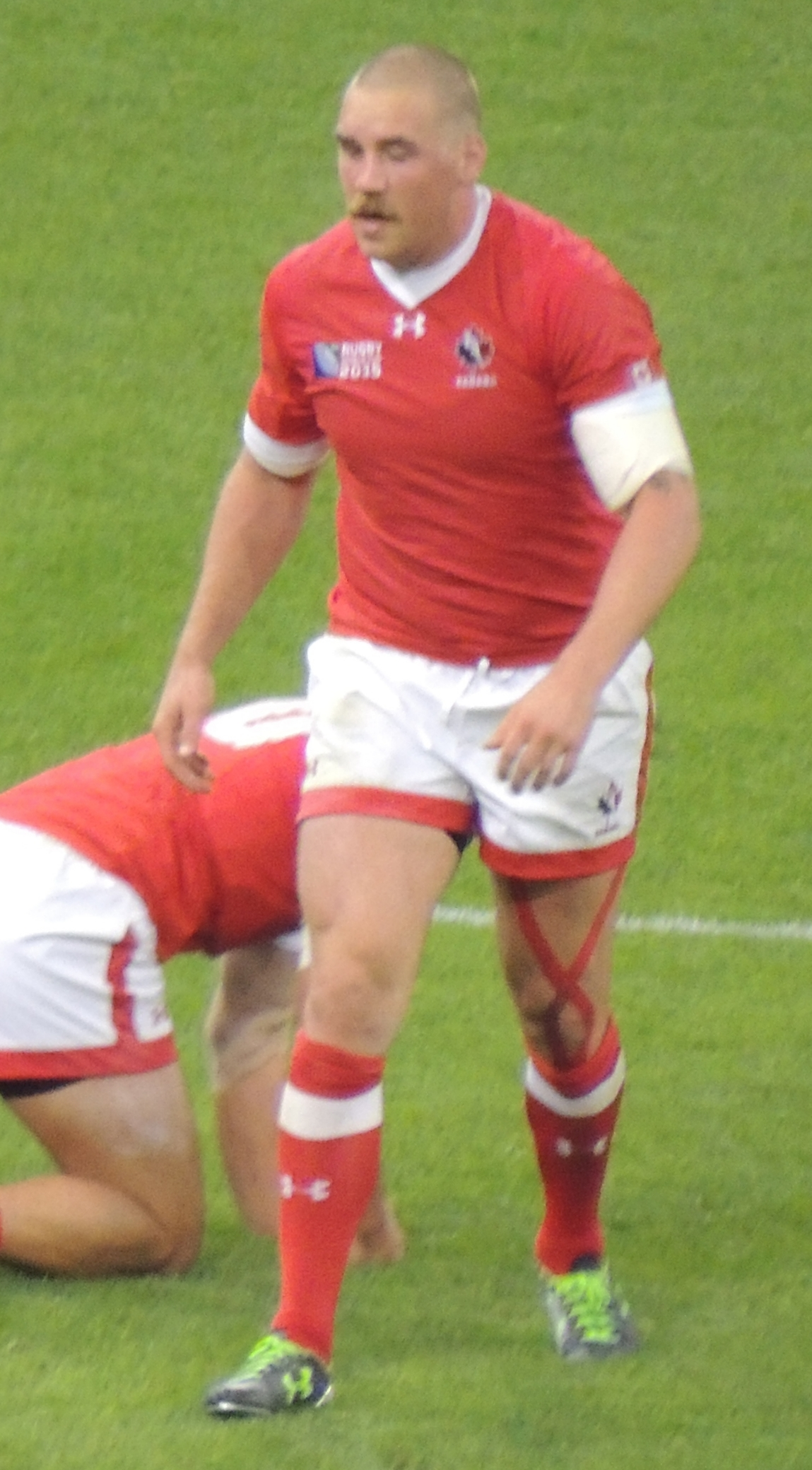
ニック・ブレヴィンズ

ニック・ブレヴィンズ（Nick Blevins、1988年11月11日 - ）は、カナダのラグビー選手。

## プロフィール
- カナダ・アルバータ州エドモントン出身[1]。
- ポジションはセンター(CTB)。
- 身長 187cm、体重 98kg
- カナダ代表キャップは63（2021年3月現在）でラグビーワールドカップ2015・ラグビーワールドカップ2019のカナダ代表に選ばれた[2]。

## 略歴
プレリー・ウルフパックを経て、2016年、サンフランシスコ・ラッシュに加入。 